# Hall-Konstante
Die Hall-Konstante {\displaystyle A_{\mathrm {H} }}, die auch Hall-Koeffizient genannt wird, ist eine (temperaturabhängige) Materialkonstante, die in Kubikmeter pro Coulomb angegeben wird. Bei der Messung des Hall-Effekts bestimmt sie als Proportionalitätsfaktor die Hall-Spannung {\displaystyle U_{\mathrm {H} }} gemäß
{\displaystyle U_{\mathrm {H} }=A_{\mathrm {H} }{\frac {IB_{z}}{d}},}
wenn die untersuchte Schicht die Dicke {\displaystyle d} hat. Die Hall-Konstante ist durch
{\displaystyle A_{\mathrm {H} }={\frac {U_{\mathrm {H} }d}{IB_{z}}}={\frac {E_{y}}{j_{x}B_{z}}}}
gegeben. Wenn die Hall-Konstante aus dem Strom {\displaystyle I} und der Hall-Spannung {\displaystyle U_{\mathrm {H} }} berechnet wird, ist die Schichtdicke {\displaystyle d} zu berücksichtigen, was nicht notwendig ist, wenn hierfür die Elektrische Stromdichte {\displaystyle j_{x}} und die elektrische Feldstärke {\displaystyle E_{y}} herangezogen werden.
Die Indizes geben dabei die Orientierungen der jeweiligen Größen in einem kartesischen Koordinatensystem an.
Der Wert der Hall-Konstanten gibt an, wie stark das elektrische Feld sein muss, um die Auswirkungen des Magnetfeldes auf die bewegten Ladungsträger zu kompensieren. Für die Hall-Konstante ist auch das Symbol {\displaystyle R_{\mathrm {H} }} gebräuchlich, das jedoch die Gefahr einer Verwechslung mit dem Hall-Widerstand {\displaystyle R_{\mathrm {H} }={\frac {U_{\mathrm {H} }}{I}}} in sich birgt.

## Hallkonstante für freie Ladungsträger
Wenn die elektrische Leitfähigkeit eines Materials von nur einer Ladungsträgerart bestimmt wird, wie in vielen Metallen und stark dotierten Halbleitern, so kann die Hallkonstante aus dem Kehrwert des Produktes der Ladungsträgerdichte {\displaystyle n} und der Ladung eines Ladungsträgers {\displaystyle q} berechnet werden.
{\displaystyle A_{\mathrm {H} }={\frac {1}{n\cdot q}}}
Aus dem Vorzeichen der Hallkonstanten kann die Art der Ladungsträger bestimmt werden. Im Falle von Metallen sind dies (eine negative Elementarladung {\displaystyle -1\ e} tragende) Elektronen. Bei Halbleitern kommen je nach Dotierung sowohl positive (überwiegend Löcherleitung) als auch negative (überwiegend Elektronenleitung) Werte für die Hallkonstante vor.
Da die Art der Ladungsträger für einen Stoff üblicherweise bekannt ist, wird die Messung der Hallkonstanten vornehmlich zur Bestimmung der Ladungsträgerdichte benutzt. Diese ist häufig temperaturabhängig (bei Halbleitern sehr stark), womit sich auch die Hallkonstante mit der Temperatur ändert.
Tragen zur elektrischen Leitfähigkeit zwei verschiedene Arten von Ladungsträger bei, so wird die Formel ein wenig komplizierter. Dieses ist in Halbleitern der Fall, hier kommen neben Elektronen auch positiv geladene Löcher vor. Die Hallkonstante berechnet sich in diesem Fall wie folgt
{\displaystyle A_{\mathrm {H} }={\frac {n_{\mathrm {h} }\mu _{\mathrm {h} }^{2}-n_{\mathrm {e} }\mu _{\mathrm {e} }^{2}}{e(n_{\mathrm {h} }\mu _{\mathrm {h} }+n_{\mathrm {e} }\mu _{\mathrm {e} })^{2}}}}
Dabei steht der Index {\displaystyle h} für Löcher bzw. {\displaystyle e} für Elektronen und {\displaystyle \mu } für die jeweilige Beweglichkeit. Zu beachten ist, dass auch bei intrinsischen (nicht dotierten) Halbleitern die Hallkonstante aufgrund unterschiedlicher Beweglichkeiten von Null verschieden sein kann.

## Hallkonstante für quasi-freie Elektronen
Auch Metalle können eine positive Hallkonstante haben, wie z. B. Aluminium, obwohl hier nur Elektronen zur Leitfähigkeit beitragen. Dieser Effekt kann nicht mit der Annahme frei beweglicher Ladungsträger im Metall vereinbart werden. Hier spielen Einschränkungen durch die Bandstruktur für erlaubte Elektronenbahnen die entscheidende Rolle. Unter gewissen Voraussetzungen können sich Leitungselektronen „lochartig“ verhalten, d. h., sie reagieren auf ein Magnetfeld, als hätten sie eine positive Ladung.

## Geschichte
Edwin Hall hat in seinem Brief an das American Journal of Mathematics am 19. November 1879 davon berichtet, dass der Quotient {\displaystyle I\cdot B/U_{\mathrm {H} }} konstant ist. Die Konstante selbst, die später nach ihm benannt wurde, konnte er nicht vorhersagen, da zu seiner Zeit das Elektron und die Elementarladung {\displaystyle e} noch unbekannt waren.

## Einige typische Werte
Typische Werte der Hall-Konstante verschiedener, exemplarisch aufgelisteter Materialien:
| Material                     | Hall-Konstante (10−12 m3/C) | Typ                 |
| ---------------------------- | --------------------------- | ------------------- |
| Beryllium                    | +243                        | Löcher (anormal)    |
| Indium                       | +160                        | Löcher (anormal)    |
| Aluminium                    | +99                         | Löcher (anormal)    |
| Zink                         | +64                         | Löcher (anormal)    |
| Platin                       | −20                         | Elektronen (normal) |
| Kupfer                       | −53                         | Elektronen (normal) |
| Gold                         | −70                         | Elektronen (normal) |
| Silber                       | −89                         | Elektronen (normal) |
| Lithium                      | −170                        | Elektronen (normal) |
| Calcium                      | −178                        | Elektronen (normal) |
| Natrium                      | −248                        | Elektronen (normal) |
| Kalium                       | −420                        | Elektronen (normal) |
| Rubidium                     | −500                        | Elektronen (normal) |
| Bismut                       | −500.000                    | Elektronen (normal) |
| Indiumantimonid (Halbleiter) | −240.000.000                | Elektronen (normal) |

Die angegebenen Werte der Hallkonstante streuen stark. Dies hängt einerseits von der Reinheit des Materials und andererseits von der Temperatur ab. Für Aluminium wird beispielsweise auch der Wert −34 · 10−12 m3∕ C in Veröffentlichungen angegeben. Besitzt die Hallkonstante einen positiven Wert, dominiert Löcherleitung, bei einem negativen Wert Elektronenleitung.
Umrechnung von cgs-Einheiten nach SI-Einheiten
1 cm−3/2·g1/2·s−1 = 8,8541878128 · 1013 m3∕ C